# Cilone
Cilone (in greco antico: Κυλών?, Kylòn; Atene, VII secolo a.C. – Atene, ...) è stato un atleta e politico ateniese, vincitore ad Olimpia nel diaulo nel 640 a.C..

## Biografia
Di famiglia nobile e potente tanto da essere genero, secondo Tucidide, del tiranno di Megara Teagene, tentò, probabilmente verso il 639 a.C., di diventare tiranno di Atene occupandone l'acropoli.
La data e le modalità dell'avvenimento sono tuttora oggetto di discussione. Negando fede alla validità storica della lista dei vincitori olimpici per il VII secolo (che sarebbe stata fabbricata artificialmente in epoca posteriore), Gaetano De Sanctis e Karl Julius Beloch proponevano una datazione bassa, collocando il tentativo di Cilone nel 552/1 a.C., durante il primo esilio di Pisistrato. Oggi tale datazione è generalmente abbandonata in favore di una cronologia più alta, il 636 o il 632 a.C.
Le fonti che ci hanno conservato memoria dell'episodio (principalmente Erodoto 5. 71; Tucidide 1. 126; Plutarco, Solone 12) sono inoltre discordi nel resoconto di alcuni dei suoi aspetti fondamentali. Stando alla narrazione più dettagliata, quella di Tucidide, l'oracolo di Delfi avrebbe risposto a Cilone, che lo stava interrogando, di attendere la più grande festa in onore di Zeus per occupare l'acropoli. Cilone, ricevuto sostegno militare da Teagene e raccolti dei compagni, occupò l'acropoli non appena cominciarono le feste olimpiche, ritenendo così di aver ben interpretato il responso dell'oracolo. Il quale però, non avendo specificato a quale festa si stesse riferendo, secondo Tucidide avrebbe inteso non le feste di Olimpia, ma le Diasie, feste ateniesi in onore di Zeus Meilikhios celebrate fuori dalla città, in occasione delle quali Cilone avrebbe avuto campo libero. Così invece gli Ateniesi, accortisi di ciò che stava succedendo, accorsero in massa dai campi e assediarono Cilone nell'acropoli, finché, stanchi per il passare del tempo, affidarono pieni poteri ai nove arconti per risolvere la questione come meglio sembrasse loro. Gli assediati cominciavano a soffrire la fame e la sete: Cilone e suo fratello riuscirono a fuggire (di questa fuga però Erodoto non fa menzione), gli altri, poiché alcuni erano già morti di fame, decisero di sedersi come supplici sull'altare dell'acropoli. Gli arconti, vedendo che i Ciloniani stavano per morire sull'altare, li convinsero a uscire con la garanzia dell'incolumità, ma una volta fuori li uccisero; alcuni di quelli che si erano seduti come supplici sugli altari delle Dee Venerande furono inoltre uccisi sulla soglia del tempio. Da questo sacrilegio derivò la denominazione, che sempre perseguitò gli assassini, di “empi nei confronti della dea”. In seguito, i colpevoli del sacrilegio furono esiliati, e perfino le ossa dei loro morti furono dissotterrate e allontanate dalla città (in Plutarco, in Diogene Laerzio 1. 110 e nel lessico Suda la purificazione della città è attribuita al cretese Epimenide). Tuttavia, col passare del tempo furono riammessi in città.
Con l'eccezione di Erodoto, che cerca di assegnarne la responsabilità ai pritani dei naucrari, le fonti riferiscono concordemente l'iniziativa dell'assassinio dei Ciloniani alla potente famiglia degli Alcmeonidi, e in particolare a Megacle, che secondo Plutarco era arconte all'epoca del fatto. Le cause del fallimento della tentata presa del potere da parte di Cilone non vanno dunque ricercate in un anacronistico intervento del popolo che si oppone alla tirannide, ma nell'ancor solida fedeltà della gente del contado all'aristocrazia alcmeonide.
La macchia del sacrilegio commesso dagli Alcmeonidi non si cancellò mai, e il fatto fu spesso sfruttato a fini politici per colpire i più influenti membri della famiglia; è probabile anzi che proprio in questo contesto vada interpretata la versione di Erodoto, il quale in tutta la sua opera storica mostra una notevole parzialità a favore della famiglia degli Alcmeonidi. Così, nel 514 a.C. il re spartano Cleomene si appellò all'episodio per promuovere l'esilio di Clistene, fondatore della democrazia ateniese e appartenente alla famiglia alcmeonide, ed ancora un secolo dopo, nel 432 (alla vigilia cioè dello scoppio della guerra del Peloponneso), gli Spartani chiesero agli Ateniesi di purificare la città dal sacrilegio, con l'intento di offuscare tramite la memoria del fatto il prestigio di Pericle (discendente per parte di madre dagli Alcmeonidi). È interessante notare come nel lessico Suda, di età bizantina, proprio Pericle sia indicato come responsabile del sacrilegio, ciò che dimostra quanto forte e duratura ne fosse la funzione in sede di lotta politica.
L'episodio di Cilone è inoltre tra i fattori connessi, secondo l'interpretazione più comune, allo sviluppo della legislazione di Dracone (624-620 a.C. circa), in particolare alle norme che regolamentavano le pene per gli omicidi, il cui giudizio non spettava più alle singole famiglie coinvolte, ma diventava di competenza dell'intera comunità.